# Tlestky
Tlestky jsou vesnice, část obce Drahouš v okrese Rakovník ve Středočeském kraji. V roce 2011 zde trvale žilo 28 obyvatel.

## Název
Název vesnice je odvozen ze jména Tlesk ve významu ves Tleskovy rodiny, nebo slova tleskat. V historických pramenech se vykytuje ve tvarech: de Tlesk (1419), z Tlestku (1530), Tlesky (1542), Dlesko (1785), Tlesko nebo Dlesko a Tleskau (1845) a Tlestky nebo německy Tlesko.

## Historie
První písemná zmínka o vesnici pochází z roku 1419, kdy patřila Henslinovi z Tlesek. Další zprávy jsou až ze šestnáctého století. V roce 1530 zde sídlil Jan z Tlesek a roku 1542 Jan Pšovlcký z Mukoděl.
V roce 1932 byly evidovány tyto živnosti a obchody: holič, hostinec, mlýn, kovář, trafika, kolář.

## Obyvatelstvo
Při sčítání lidu v roce 1921 zde žilo 111 obyvatel (z toho 51 mužů), z nichž byl jeden Čechoslovák, 109 Němců a jeden cizinec. Kromě jednoho evangelíka se hlásili k římskokatolické církvi. Podle sčítání lidu z roku 1930 měla vesnice 115 obyvatel: tři Čechoslováky a 112 Němců. Až na jednoho evangelíka byli římskými katolíky.
| Rok            | 1869 | 1880 | 1890 | 1900 | 1910 | 1921 | 1930 | 1950 | 1961 | 1970 | 1980 | 1991 | 2001 | 2011 | 2021 |
| -------------- | ---- | ---- | ---- | ---- | ---- | ---- | ---- | ---- | ---- | ---- | ---- | ---- | ---- | ---- | ---- |
| Počet obyvatel | 131  | 114  | 100  | 115  | 108  | 111  | 115  | 66   | 40   | 35   | 35   | 19   | 18   | 28   | 24   |
| Počet domů     | 22   | 22   | 22   | 23   | 23   | 24   | 26   | 23   | 23   | 12   | 10   | 11   | 12   | 14   | 14   |

## Obecní správa
Při sčítání lidu v letech 1850–1960 Tlestky byly samostatnou obcí, se kterým patřily nejprve do okresu Podbořany, ale od roku 1960 v okrese Rakovník. Od 12. června 1960 do 31. prosince 1975 byly částí obce Drahouš v okrese Rakovník. Od 1. ledna 1976 do 31. prosince 1992 byly částí města Jesenice v okrese Rakovník. Od 1. ledna 1993 jsou opět částí obce Drahouš v okrese Rakovník.

## Pamětihodnosti
- Na jihovýchodním okraji vesnice se dochovalo tvrziště po zdejší tvrzi ze druhé poloviny třináctého století.[12]
- Kaple Jména Panny Marie na návsi

## Osobnosti
Ve vsi se narodil Karel Lüftner (23. listopadu 1826 – 7. května 1897, Jesenice), pražský velkoobchodník a majitel nemovitostí, který založil Jesenickou továrnu na podkůvky.